# Maria Takagi
Pour les articles homonymes, voir Takagi (homonymie).
Maria Takagi (高樹マリア, Takagi Maria) alias Rika Inoue est une actrice japonaise de film pornographique reconvertie comme actrice de la télévision japonaise.

## Biographie et carrière
Maria Takagi alias Rika Inoue est née le 25 octobre 1978 dans la préfecture de Chiba, Japon.
Sa brève carrière dans l'industrie du film pornographique débute  au mois de décembre 2002 avec la vidéo Super Star distribuée sous la marque Karen.
En 2003, Takagi gagne cinq prix aux X City Grand Prix Awards 2003 : meilleure actrice, meilleure actrice débutante, meilleure vidéo, meilleurs dialogues et plus beau visage. La même année, elle débute sur la chaîne Fuji Television avec le rôle de Kotone Hamaguchi dans le drame Who Is Your Neighbor? (あなたの隣に誰かいる, Anata no tonari ni dare ka iru)
Sa dernière vidéo pornographique paraît au mois de février 2004. Elle travaille, depuis, pour la télévision et prête son concours pour des films et des réalisations audiovisuelles importantes.

## Sources
1. ↑  Données de l'Infobox tirées de « (ja) www.takagi-maria.com (Profile) », www.takagi-maria.com (consulté le 14 novembre 2007).
2. ↑  « (ja) 高樹 マリア - Takagi Maria (Profile) », 'Web I-dic',‎ 13 août 2004 (consulté le 14 novembre 2007).
3. ↑  « 2002 », AV 研究所 (AV Research Laboratory) (consulté le 14 novembre 2007).
4. ↑  « (ja) X City AVGP 2003: Maria Takagi », X City (consulté le 18 janvier 2009).
5. ↑  (ja) « 高樹マリア », news.goo.ne.jp (consulté le 27 janvier 2009).